# Pastir s čudežnim kravjim rogom
Pastir s čudežnim kravjim rogom je ljudska pravljica. Objavljena je bila v zbirki ljudskih pravljic z naslovom Slovenske pravljice, ki jo je leta 2002 izdala založba Nova revija. Pravljice je zbrala Jana Unuk, uredil Niko Grafenauer, ilustracije pa je prispeval slikar Rudi Skočir.
Kraj dogajanja je Menina planina, prostrana, večinoma gozdna kraška planota na nadmorski višini med 1200 m in 1500 m. Spada h Kamniško-Savinjskim Alpam. Leži med Gornjegrajsko kotlino na severu, Tuhinjsko dolino na jugu, prelazom Črnivec na zahodu in prevalom Lipa na meji z Dobrovljami na vzhodu. V dolžino meri približno deset, v širino pa približno pet kilometrov.
Legenda pravi, da je Menina planina nastala iz zlatega lasu vile, ki so jo snubili in lovili pastirji, ko ga je odvrgla na tla. Obstaja več ljudskih pravljic, ki se dogajajo na območju Menine planine, in prav vse so povezane z vilami.

## Vsebina pravljice
Na Menini planini je pasel krave čeden pastir, v katerega se je zaljubila najlepša vila s planine. Njenemu očetu, vilinskemu kralju, ni bilo všeč, da se je njegova hči zagledala v pastirja, zato jo je uročil in spremenil v kravo. Uročena vila se je pridružila pastirjevi čredi in čakala na dan, ko jo bo pastir tretjič udaril s palico po glavi, ji odbil rog in jo s tem rešil očetovega uroka. Namenoma je kot podivjana skakala po pašniku in si »prislužila« še zadnji pastirjev udarec, ki jo je spremenil nazaj v vilo. Rog, ki ji ga je pastir z udarcem odbil, mu je podarila v zahvalo in mu naročila, naj nanj zatrobi vsakič, ko se bo znašel v stiski.  Rog mu je velikokrat pršel prav. Ko so krave napadali razbojniki, medved ali volk, je pastir zatrobil in čudežni rog mu je pomagal obvarovati čredo. Pastir je tako do konca svojih dni srečno pasel krave, po njegovi smrti pa se je čudežni rog izgubil in pastirji ga še danes iščejo po Menini planini.

## Značilnosti (ljudske) pravljice
- Pripovedovalec: vsevedni
- Avtor: ni znan
- Zgodba: izmišljena
- Čas dogajanja: nedoločen
- Kraj dogajanja: Menina planina
- Imena: poimenovana je samo krava Belka, ostali pravljični liki nimajo imen
- Pravljična števila: tretji dan, tri barve, devet dni, devet krav
- Pravljična bitja: vile, vilinski kralj
- Dobro premaga zlo
- Konec: srečen - pastir je živel srečno do konca svojih dni.

## Liki
- Pastir je glavna književna oseba. Ima lastnosti, ki so za glavni lik značilne: je postaven, mlad in lep. Do svojih krav je dober gospodar. Z Belko je ravnal ljubeče, po palici je posegel, ker je bila neukrotljiva.
- Vila je opisana kot najlepša izmed vil in mlada. Zagledala se je v pastirja, a ko jo oče spremeni v kravo, ji ni bilo več toliko do pastirja, želela si je zopet postati vila.
- Vilinski kralj je bil oče lepe vile. Spremenil jo je v kravo, ker mu ni bilo prav, da se je njegova hči zagledala v pastirja. Kralj ima negativno vlogo.
- Medved, volk in roparji se v pravljici pojavijo z namenom, da bi naredili škodo.

## Motivi
Motiv čudežnega roga
V preteklosti je rog služil ljudem za priklic lovcev ali pa vojske, da so se zbrali skupaj. Kravji rog je pri solčavskih kmetih služil predvsem za priklic ljudi k obedu.
Ko je pastir zatrobil, je čudežni rog namesto njega opravil težavne naloge, katerim sam nikakor ne bi bil kos. Rog ga reši iz prenekatere nevarnosti, v pravljici so navedeni trije takšni dogodki. Prvič je pastirja in njegovo čredo rog rešil, ko je prišel v hlev lačen medved. Naslednjič mu je rog pomagal, ko je čredo napadel volk in na zadnje ga je rešil še roparjev. Pastir je vsakokrat zatrobil na rog in njegova palica je sama od sebe zletela proti napadalcem in ubranila čredo.
Čudežni rog v pravljici lahko povežemo z glasbili in glasbo, ki je imela že od nekdaj velik pomen v vsakdanjem življenju, kar se odraža tudi v ljudskih pravljicah.
Moč zvoka se v pravljici Pastir s čudežnim kravjim rogom pokaže nemudoma, ko pastir zatrobi na rog. Ko je čreda zaslišala zvok roga, je bila pastirju v hipu pokorna. Isti zvok je rešil čredo tudi pred napadi.
Motiv zakletve
Zakletev je v ljudskih pravljicah običajno izvršena na začetku pravljice, razlog je na primer prekršen tabu. Oče je v tem primeru vilo začaral v kravo, ker se je zaljubila v pastirja. Odrešitev iz zakletega stanje je pogosto ta, da mora junak prestati preizkušnjo, v tem primeru je pastir moral Belko trikrat udariti in ji odbiti rog.
Metamorfoza - sprememba v kravo pomeni prehodno stanje, prikrito identiteto, ki se na koncu vrne v prvotno stanje. Vilin cilj je osvoboditev iz prehodnega stanja. Kravi Belki so še isti dan druge vile s planine prišle povedati, kdaj in kako se urok izniči. Ker je torej vedela, kaj jo bo rešilo, se je obnašala tako, da je udarce izzvala in se s tem osvobodila.

## Interpretacija
Prepovedana čustva vile do pastirja, urok s strani očeta in njena želja po ponovni vzpostavitvi prejšnjega stanja - celoten splet okoliščin je pastirju na koncu prinesel lepo življenje.
Vilinski kralj je v zaljubljenosti prepoznal prebujanje spolnosti v hčerki. Zaradi teh nagnjenj ga je spominjala na žival in spremenil jo je v kravo.
Pastir je skozi pravljico dokaj pasiven. S kravami ni imel veliko dela, ko so mu škodljivci napadli čredo si je pomagal s čudežnim predmetom. Rog je opravil vse namesto njega in vselej rešil čredo pred napadi. Pastir je bil za dobro opravljeno delo, ki ga je namesto njega opravil rog, nagrajen. Kmetje z Zadrečke doline, katerih krave je pasel, so mu v šali obljubili, da bo lahko naraščaj črede obdržal, a so mu poslali samo neplodne krave. Čudežni rog je tudi to spremenil in krave so vsakič, ko jih je rog rešil pred napadalci, povrgle teleta.

## Internetni viri
- http://users.volja.net/menina_pl/zanimivosti.htm